# Antalya
 (août 2024).
Antalya est une ville du Sud-Ouest de la Turquie dans la préfecture de la province du même nom.
Antalya est aujourd'hui la capitale touristique de la côte méditerranéenne turque, surnommée la « Riviera turque ». En 2019, elle est fréquentée par plus de treize millions de touristes, ce qui en fait une des villes les plus visitées du monde. 
La vieille ville d'Antalya, Kaleiçi, s'allonge au flanc d'une falaise abrupte en contrebas de laquelle se niche un ancien port, aujourd'hui port de plaisance moderne.
En 2023, la ville compte 2 696 249 habitants.
Depuis sa fondation en 150 av. J.-C. par Attale II, roi de Pergame, qui l'appela Attaleia (Αττάλεια : Attalie), la ville a toujours été habitée. Les Romains, les Byzantins et les Seldjoukides occupèrent la ville avant qu'elle ne tombe sous la loi ottomane. Elle fut alors nommée Adalya (ou Adalia). Au Moyen Âge, Antalya était connue en Europe sous le nom de Satalieh (ou Satalia). 

## Géographie

### Population
| 2023 | 2 696 249 |
| 2016 | 2 328 555 |
| 2014 | 2 222 562 |
| 2011 | 2 043 482 |
| 2008 | 1 859 275 |
| 2007 | 1 789 295 |

## Climat
Antalya bénéficie d'un climat méditerranéen. Les hivers sont doux et pluvieux tandis que les étés sont chauds et secs. On compte environ 300 jours par an d'ensoleillement. La température peut grimper dans la journée jusqu'à 45 °C en juillet-août mais elle ne dépasse pas le plus souvent les 35 °C. La brise marine et le vent de nord-ouest soufflant de l'intérieur des terres rendent la chaleur plus supportable en été. Les températures descendent parfois en dessous de zéro pendant la nuit en hiver et les gelées sont légères et éphémères, mais cela ne se produit pas tous les hivers. La neige est très rare et tombe et s'accumule en moyenne une fois toutes les deux décennies. Quant à la température de la mer, elle oscille entre 15 °C en hiver et 28 °C en été.
| Mois         | jan. | fév. | mars | avril | mai  | juin | jui. | août | sep. | oct. | nov. | déc. | année |
| ------------ | ---- | ---- | ---- | ----- | ---- | ---- | ---- | ---- | ---- | ---- | ---- | ---- | ----- |
| T. min. moy. | 6    | 6,2  | 8    | 11,1  | 14,7 | 19,2 | 22,2 | 22   | 19   | 14,8 | 10,6 | 7,5  | 13,4  |
| T. moy. (°C) | 9,9  | 10,3 | 12,7 | 16,1  | 20,3 | 25   | 28,1 | 27,7 | 24,5 | 19,7 | 14,8 | 11,4 | 18,4  |
| T. max. moy. | 14,9 | 15,2 | 17,9 | 21,2  | 25,3 | 30,4 | 33,8 | 33,6 | 30,9 | 26,2 | 20,9 | 16,5 | 23,9  |
| Préc. (mm)   | 238  | 191  | 102  | 47,9  | 27,5 | 8,6  | 5,4  | 2,3  | 12,6 | 70,4 | 150  | 223  | 1 078 |

## Histoire
À 30 km de l'emplacement d'Antalya, la grotte de Karain (en) a été habitée à partir du paléolithique il y a 200 000 à 150 000 ans.
La ville fut fondée en 150 av. J.-C. par le roi hellène Attale II de Pergame qui régna de 159 à 138 av. J.-C. Elle fut alors nommée Attaleia (Αττάλεια : Attalie) en l'honneur de son fondateur. Depuis sa fondation jusqu'à nos jours, la ville a toujours été peuplée. Le neveu et successeur d'Attale II, nommé Attale III, régna jusqu'à sa mort, en 133 av. J.-C. Et c'est à cette date que le Sénat romain, allié d'Attale à qui avait été confiée la charge de lui trouver un successeur, décida d'annexer le royaume.
Avec l'annexion par Rome du royaume de Pergame, Attaleia passa sous domination romaine et ce pour plus d'un millénaire, car elle appartiendra ensuite à l'Empire romain d'Orient, aussi nommé Empire byzantin, et ce jusqu'au début du XIIIe siècle.
Lorsque l’empereur Hadrien la visita, en 130, durant son grand tour de l'empire, il entra par un arc de triomphe, la porte d’Hadrien, construit en son honneur. C'est à Attaleia qu'aurait débarqué l'apôtre Paul, avec ses compagnons Barnabé et Marc, lors de son premier voyage en Asie Mineure (45-49 ap. J.-C.). En 395 a lieu la séparation de l'empire romain en deux parties distinctes : les empires romains d'Occident et d'Orient (aussi appelé byzantin). Au début de la période byzantine, au IVe et Ve siècles, le christianisme se répand dans la région d'Attaleia. Les Byzantins construisent une enceinte double pour protéger la ville contre les attaques ennemies (à partir du XIe siècle).
Entre 500 et 700, Antalya était une cité byzantine fortifiée, un centre commercial important et un avant-poste stratégique de l’Empire, mais elle faisait face à des défis liés aux invasions et aux changements géopolitiques de la région. Bien qu’Antalya ait subi des attaques (notamment des raids arabes), elle n’a pas été complètement envahie ou occupée durant cette période. Elle est restée sous contrôle byzantin jusqu’à l’expansion des seldjoukides.
À la fin du XIIe et au début du XIIIe siècle, l'empire byzantin est en déclin et perd de nombreux territoires. En 1207, la dynastie turque des Seldjoukides, qui règne sur le sultanat de Roum, conquiert Attaleia. Ils donnent à Attaleia un nouveau nom et un emblème : le Yivli Minare (Minaret cannelé). Près de deux siècles plus tard, en 1391, la dynastie des Ottomans acquiert la ville qui est alors nommée Adalya. Cependant, au Moyen Âge, Antalya est connue en Europe sous le nom de Satalieh.
En 1919, avec l'effondrement de l'Empire ottoman à la suite de la Première Guerre mondiale, les alliés occupent de nombreux territoires turcs (Accords Sykes-Picot et traité de Sèvres). C'est ainsi qu'Antalya est occupé jusqu'en 1921 par l'Italie, quand celle-ci est chassée manu militari par Atatürk. Elle devient alors capitale de la province à son nom.
Lors d'un séjour dans la ville en 1930, Atatürk aurait déclaré :  « Sans aucun doute, Antalya est le plus bel endroit du monde ».

## Monuments

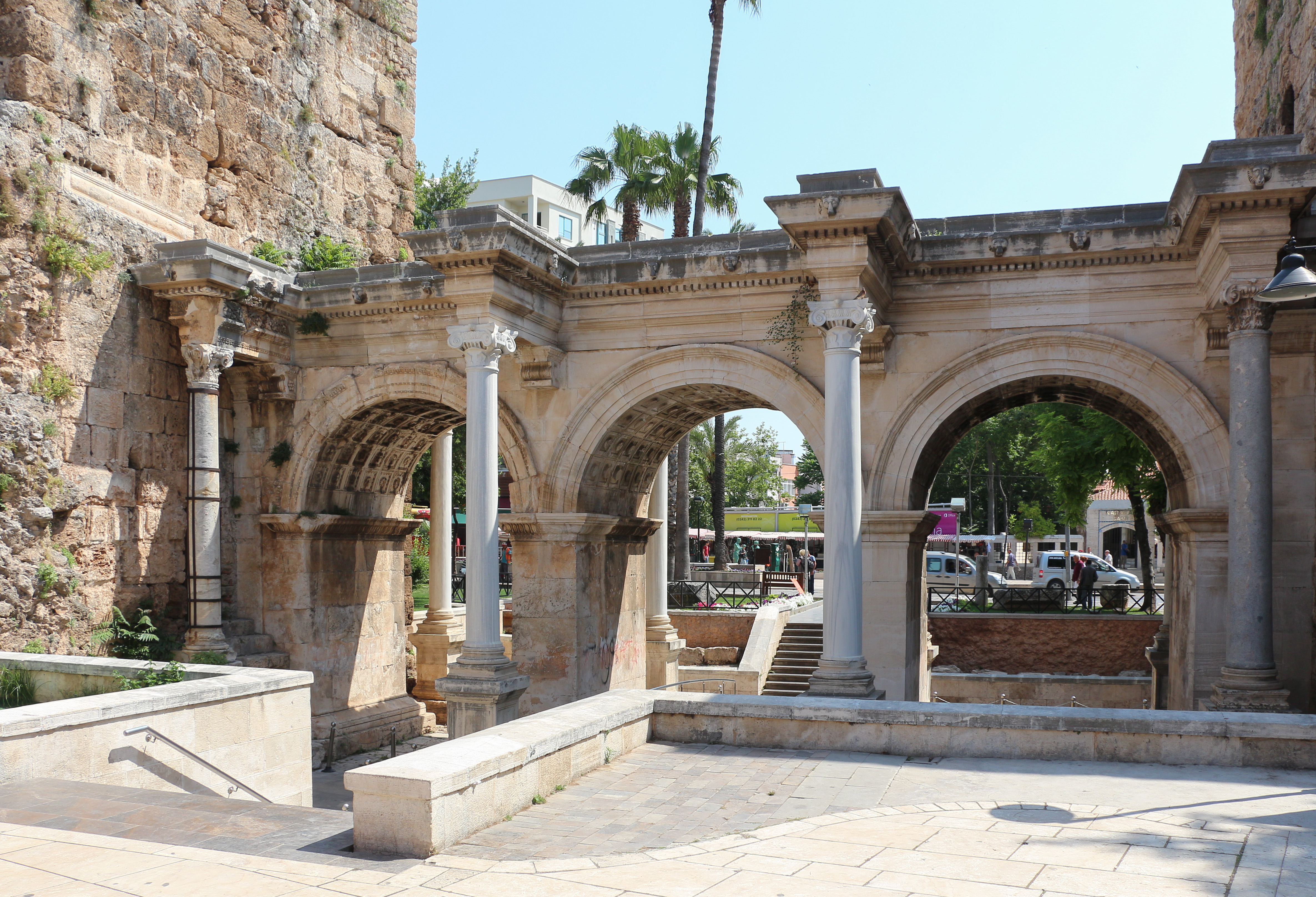
La porte d'Hadrien à Antalya
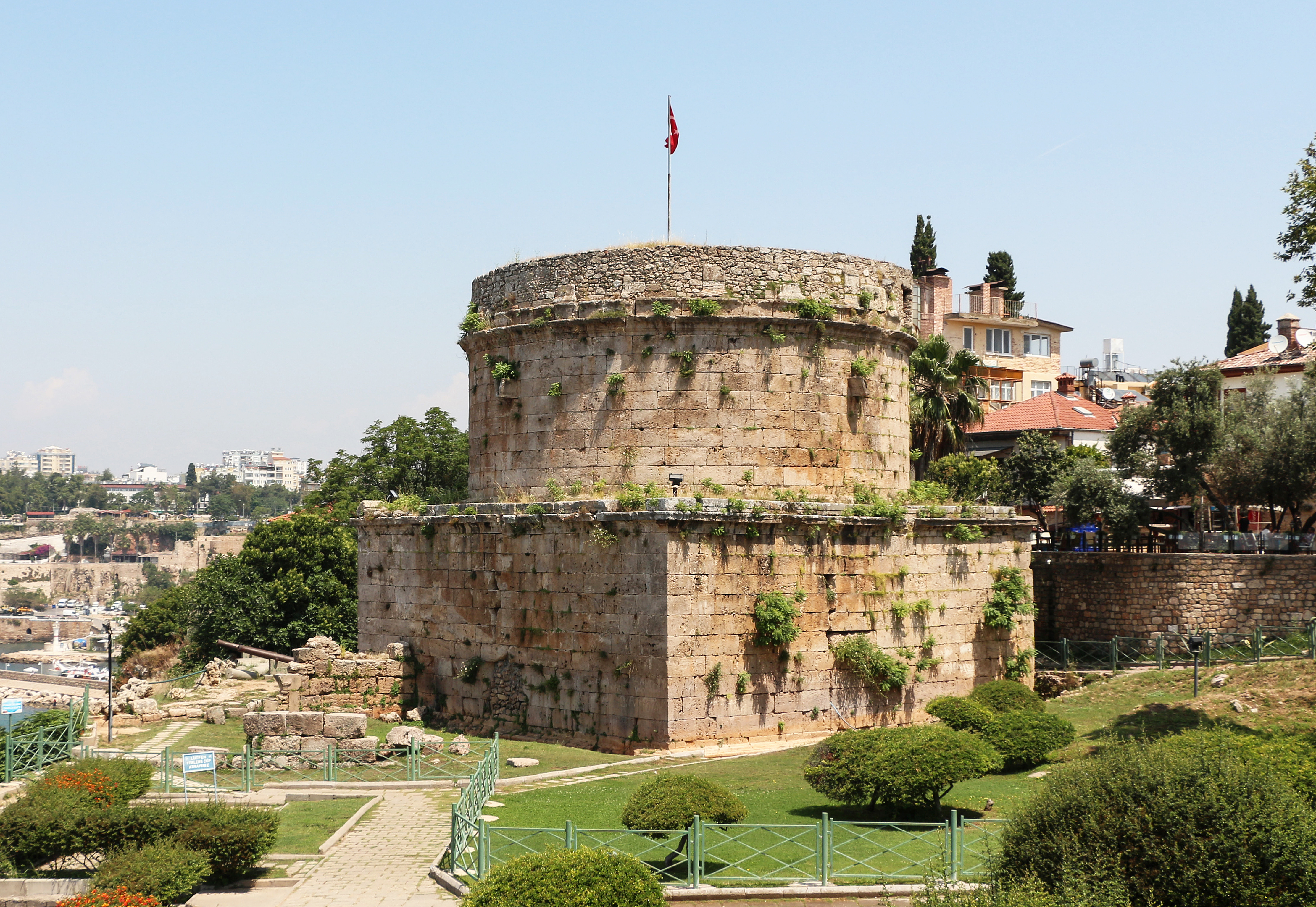
La tour Hıdırlık
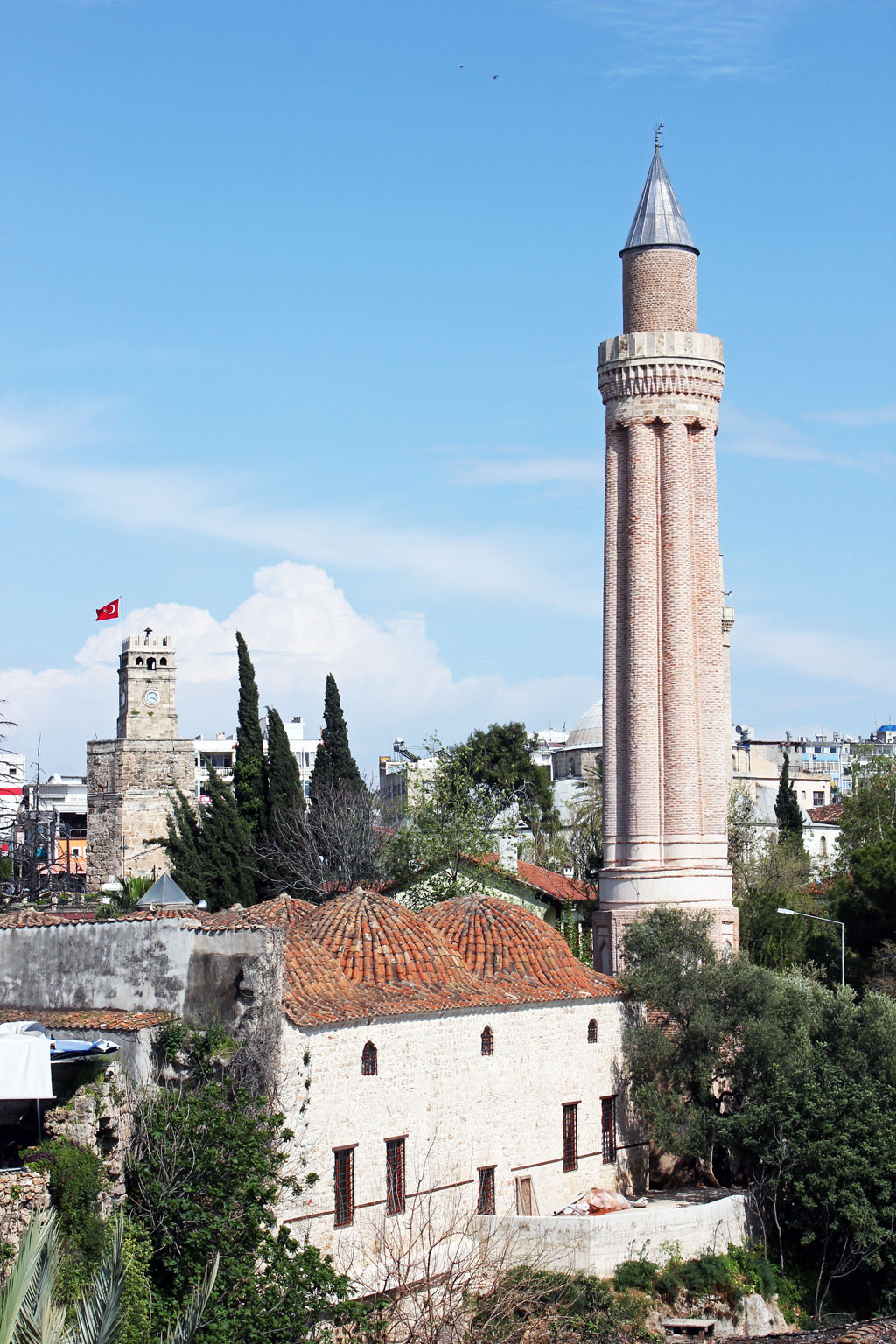
Le minaret cannelé, la mosquée à six domes, la tour romaine de l'horloge
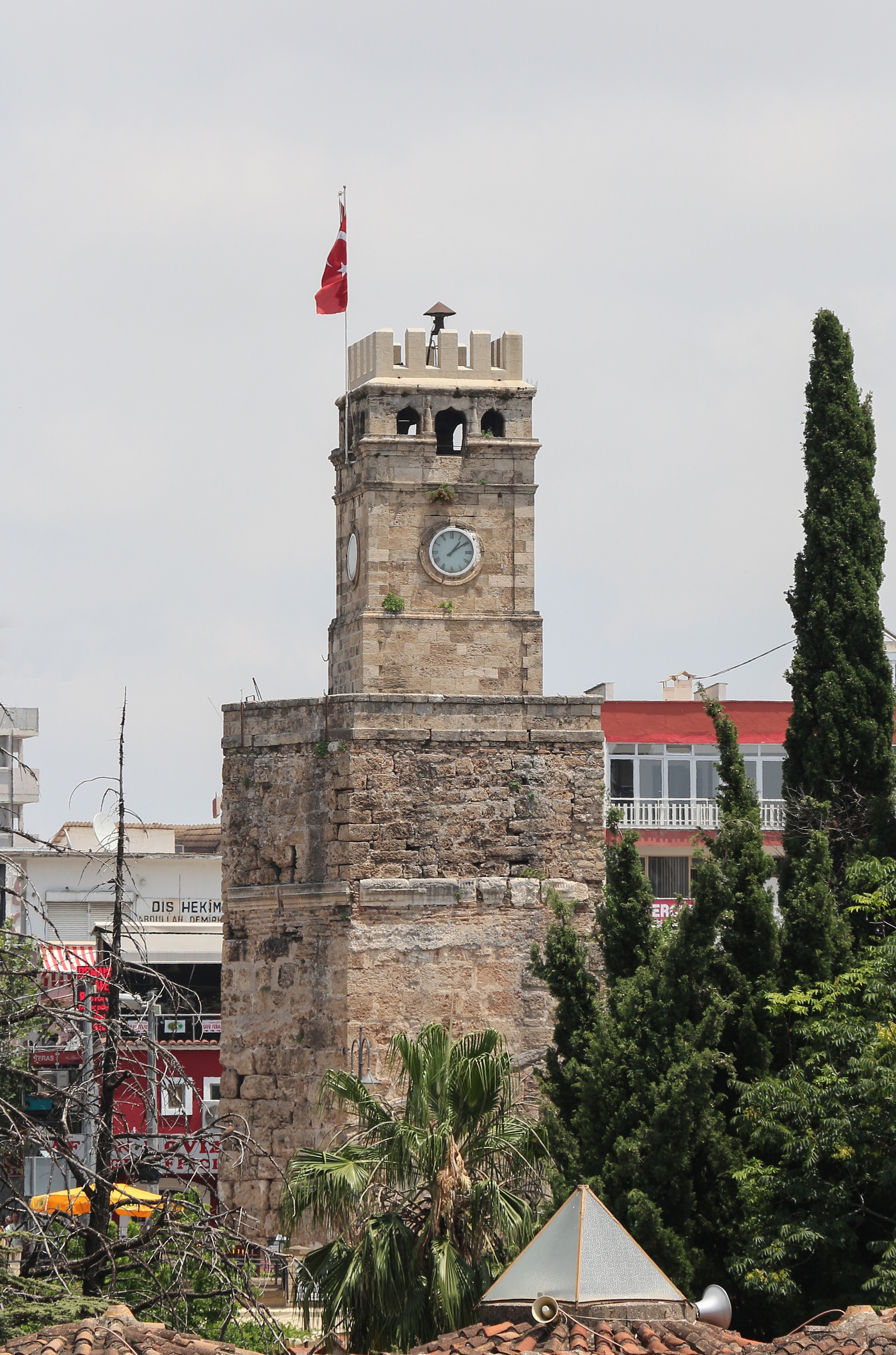
La tour de l'horloge
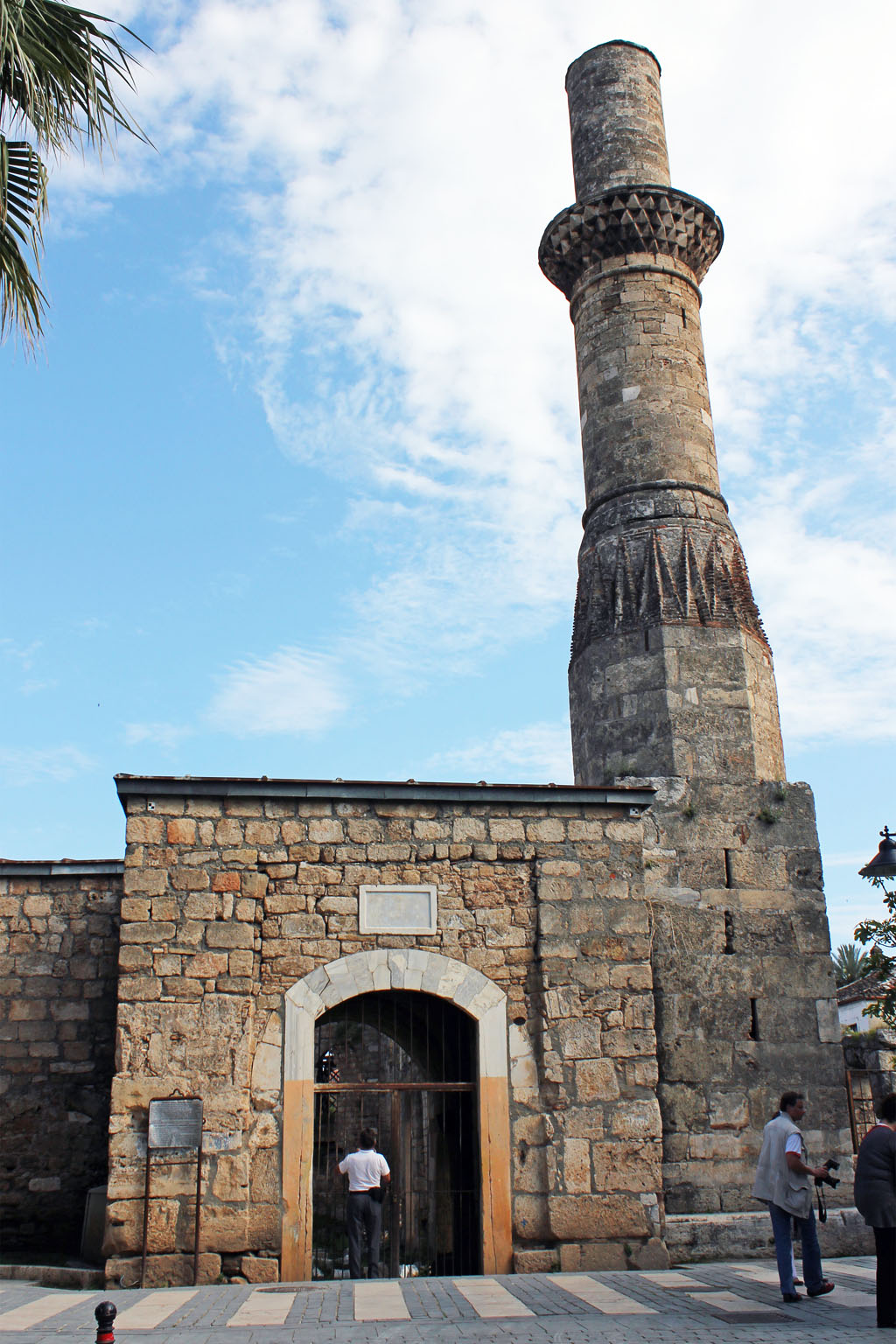
Temple romain, église byzantine, mosquée au minaret tronqué

- Temple d'Apollon (bourg de Side) d'époque romaine (vers 150 ap. J.-C.).
- Porte d'Hadrien en marbre.
- Élégant minaret cannelé de la mosquée Yivli (1230) qui est devenu le symbole de la ville.
- Le minaret tronqué (Kesik minare) de la vieille ville aux côtés des ruines d'une ancienne église (VIe siècle ap. J.-C.), bâtie sur les fondations d'un temple du IIe siècle ap. J.-C., puis converti en mosquée.

## Économie
À part le tourisme et le commerce, Antalya développe à grande échelle la culture des légumes et des fruits, principalement sous serres. La municipalité a construit, en centre-ville, un grand marché couvert aux légumes et aux fruits.

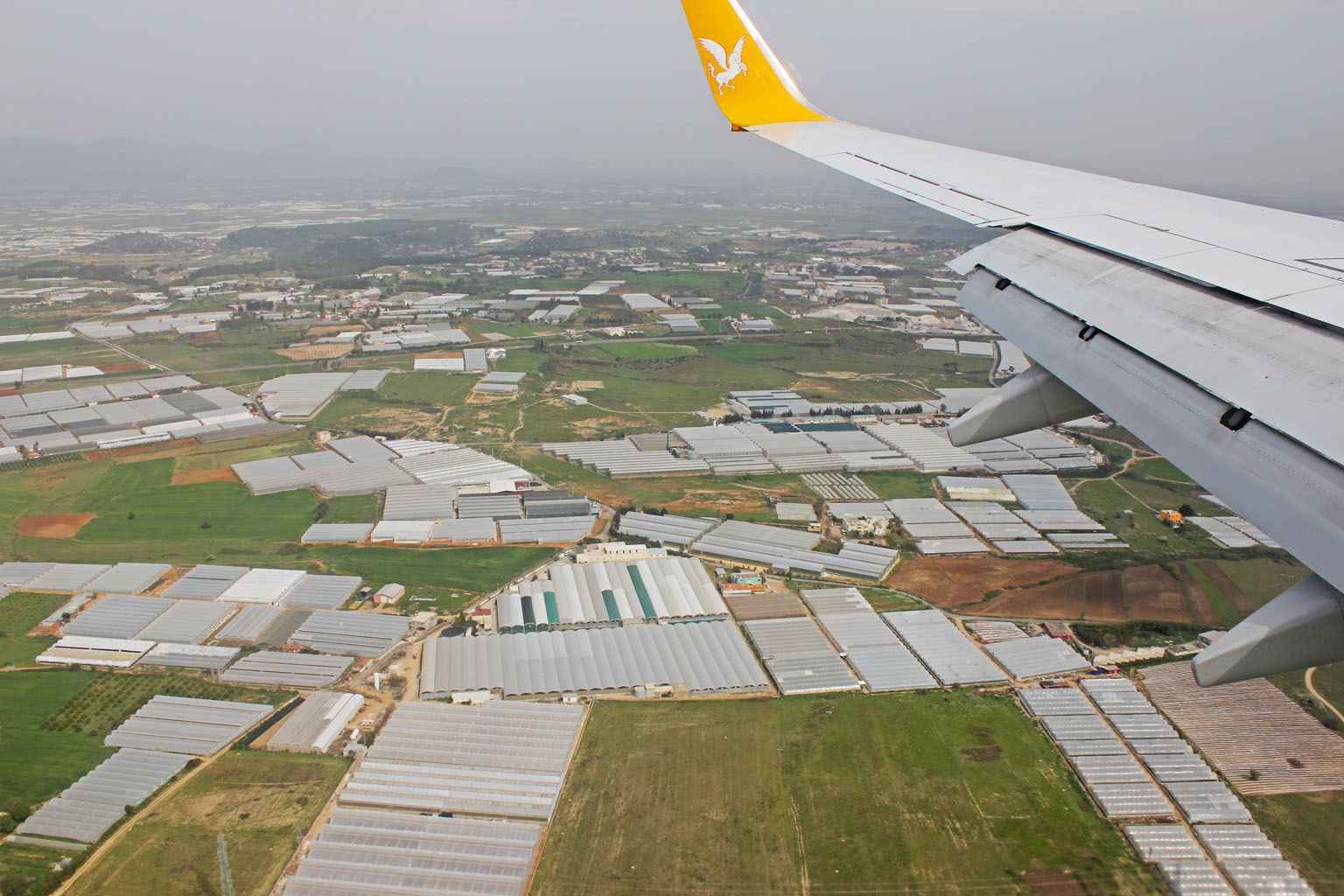
Antalya, culture sous serres de fruits et légumes
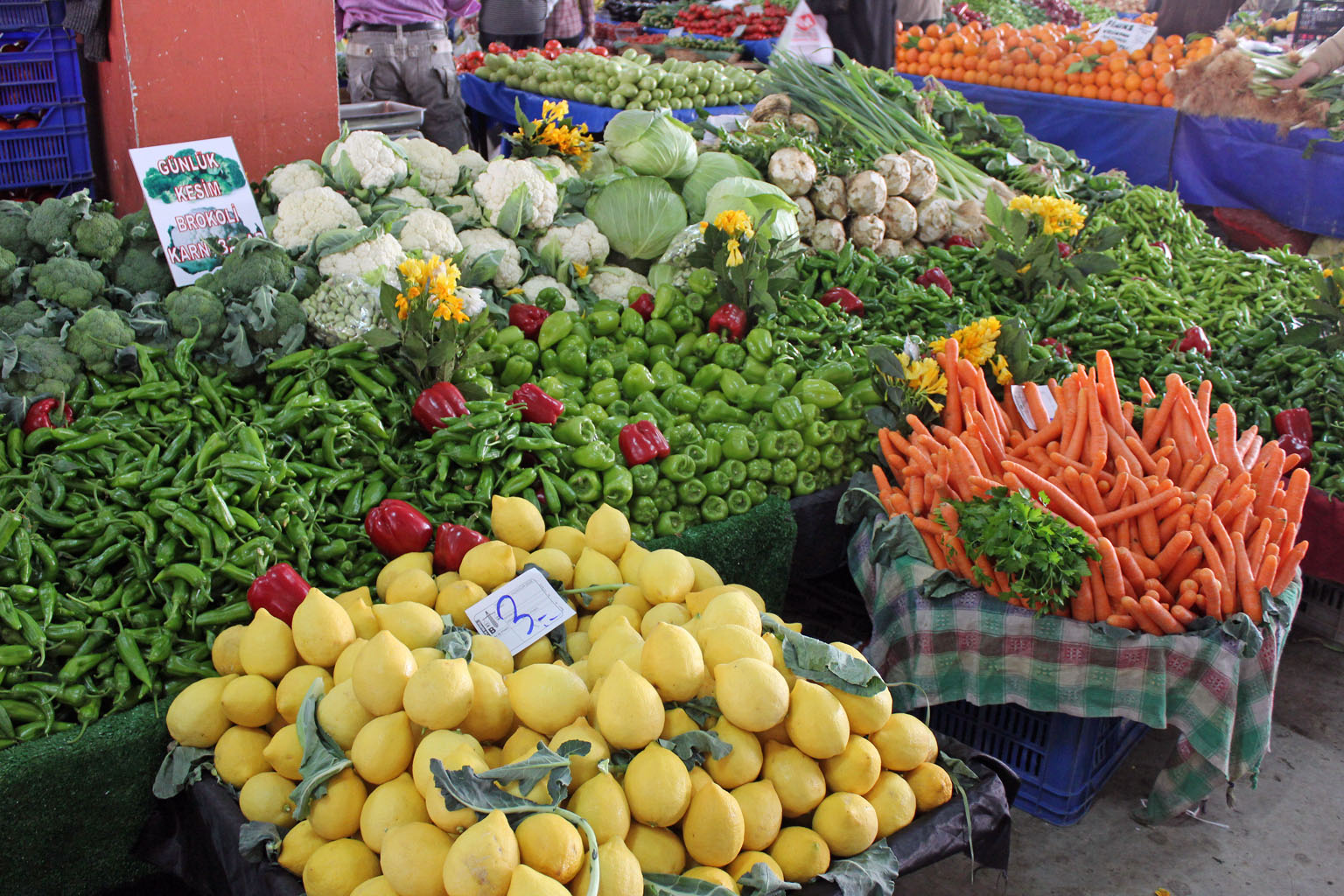
Dans le marché couvert municipal aux légumes et aux fruits

## Personnalités
- Orhan Ölmez, chanteur né à Antalya en 1978
- Feyyaz Uçar, ancien joueur de football international et entraîneur
- Deniz Baykal, homme politique
- Rüstü Reçber, footballeur turc
- Burak Yılmaz, footballeur turc
- Volkan Babacan, gardien de but
- Cafercan Aksu, footballeur
- Tayfur Sökmen, député

## Jumelages
- Nuremberg (Allemagne)
- Austin (États-Unis)
- Bat Yam (Israël)
- Tcheboksary (Russie)
- Kazan (Russie)
- Rostov-sur-le-Don (Russie)
- Taldykourgan (Kazakhstan)

## Événements
Cette section ne s'appuie pas, ou pas assez, sur des sources secondaires ou tertiaires indépendantes du sujet. Le texte peut contenir des analyses inexactes ou inédites de sources primaires.
Pour l'améliorer, ajoutez-en, ou placez des modèles {{Source secondaire souhaitée}} ou {{Source secondaire nécessaire}} sur les passages mal sourcés. (janvier 2022)
- Chaque année se déroule le Festival du film d'Antalya.
- Un avion détourné y atterrit le 18 août 2007[4]. L'avion était un appareil de la compagnie Atlas Jet qui se rendait de Chypre à İstanbul. La plupart des passagers réussirent à ouvrir de force la porte arrière de l'appareil et à s'enfuir.
- La ville a accueilli les Championnats du monde d'escrime 2009[5] et les Championnats d'Europe de Wushu 2010.
- En 2013, du 24 novembre au 4 décembre, la Fédération turque des échecs y a organisé le Championnat du monde d'échecs par équipes[6].